# Ferdinand II av Portugal
För andra betydelser, se Ferdinand II.
Ferdinand II av Portugal, född 29 oktober 1816 i Wien, död 15 december 1885 i Lissabon, var en portugisisk gemål och titulärkung. Han var prinsregent av Portugal under sin sons omyndighet 1853-1855.

## Biografi
Ferdinand var son till hertig Ferdinand av Sachsen-Coburg-Saalfeld och Maria Antonia Koháry de Csábrág. Han vigdes 1836 med drottning Maria II av Portugal. Då sonen, dom Pedro (sedermera Peter V av Portugal) föddes 1837, fick Ferdinand kungatitel. 
När Maria II avled i barnsäng 1853 var dom Pedro endast 16 år, och Ferdinand blev regent under sonens omyndighetstid.
Som regent var han mycket populär och införde flera libera reformer i landet, bland annat stängdes klostren och deras egendomar konfiskerades.
1869 blev han erbjuden den spanska kronan, men tackade nej. Samma år gifte han om sig med sångerskan Elize Hensler.

## Barn
- Peter V av Portugal (1837-1861)
- Ludvig I av Portugal (1838-1889)
- Maria (f. o d. 1840)
- Johan, hertig av Beja (1842-1861)
- Maria Anna av Portugal (1843-1884; gift med Georg av Sachsen )
- Antonia (1845-1913; gift med Leopold av Hohenzollern-Sigmaringen )
- Fernando (1846-1861)
- August, hertig av Coimbra (1847-1889)
- Leopold (f. o d. 1849)
- Maria da Glória (f. o d. 1851)
- Eugen (f. o d. 1853)

## Utmärkelser
- Elefantorden,  1841
- Storkors av Santiago med svärdets orden
- Kommendör av Torn- och svärdsorden
- Riddare av Gyllene skinnets orden
- Storkors av Avizorden
- Storkors av tre ordnars band
- Storkors av Obefläckade avlelsens orden
- Storkorset av Kristusorden
- Stormästare av Obefläckade avlelsens orden
- Andreasorden
- Riddare av Sankt Mauritius och Sankt Lazarusorden
- Gyllene skinnets orden

[Redigera Wikidata]